# The Wanderer (песня Донны Саммер)
«The Wanderer» (с англ. — «Странник») — песня американской певицы Донны Саммер, записанная для её одноимённого студийного альбома. Запись была выпущена на новом для певицы лейбле — Geffen; однако, несмотря на смену лейбла, с певицей работала привычная для неё команда в лице Джорджо Мородера и Пита Белотта, которая причастна к созданию большинству хитов Саммер.
С новым лейблом Донна приобрела и новое для себя звучание, поскольку жанр диско воспринимался теперь с пренебрежением. Песня в жанре нью-вейв с нотками синти-попа была благоприятна встречена публикой. «The Wanderer» смог войти в тройку лидеров чарта Billboard Hot 100. При этом это была уже одиннадцатая композиция Донны Саммер, которая продалась в США тиражом более 500 000 копий.

## Чарты

### Еженедельные чарты
| Чарт (1980–81)                        | Высшая позиция |
| ------------------------------------- | -------------- |
| Австралия (Kent Music Report)         | 6              |
| Бельгия/Фландрия (Ultratop 50)        | 25             |
| Великобритания (OCC UK Singles)       | 48             |
| Испания (PROMUSICAE)                  | 4              |
| Испания (Los 40 Principales)          | 8              |
| Италия (Musica e dischi)              | 3              |
| Канада (RPM Top Singles)              | 4              |
| Нидерланды (Single Top 100)           | 30             |
| Нидерланды (Dutch Top 40)             | 26             |
| Новая Зеландия (Recorded Music NZ)    | 5              |
| США (Billboard Hot 100)               | 3              |
| США (Billboard Hot R&B/Hip-Hop Songs) | 16             |
| США (Cash Box)                        | 2              |
| Финляндия (Suomen virallinen lista)   | 4              |
| Швеция (Sverigetopplistan)            | 9              |

### Годовые чарты
| Чарт (1980)                   | Позиция |
| ----------------------------- | ------- |
| Австралия (Kent Music Report) | 65      |
| Канада (RPM Year-End)         | 63      |

## Сертификации и продажи
| Регион | Сертификация | Продажи  |
| --- | ------------ | -------- |
| США (RIAA) | Золотой      | 500 000^ |
| * Данные о продажах приведены только на основе сертификации. ^ Данные о тиражах приведены только на основе сертификации. |              |          |